# Papyrus Westcar
Le papyrus Westcar est un manuscrit qui doit son nom à un voyageur britannique, Henry Westcar, qui le rapporta d'Égypte vers 1824. Il le laissa ensuite à sa nièce, Miss Westcar, qui l'offrit à l'égyptologue allemand Karl Richard Lepsius en 1838. À la mort de ce dernier, en 1886, le manuscrit fut enregistré à l'Ägyptisches Museum de Berlin sous le numéro 3033.

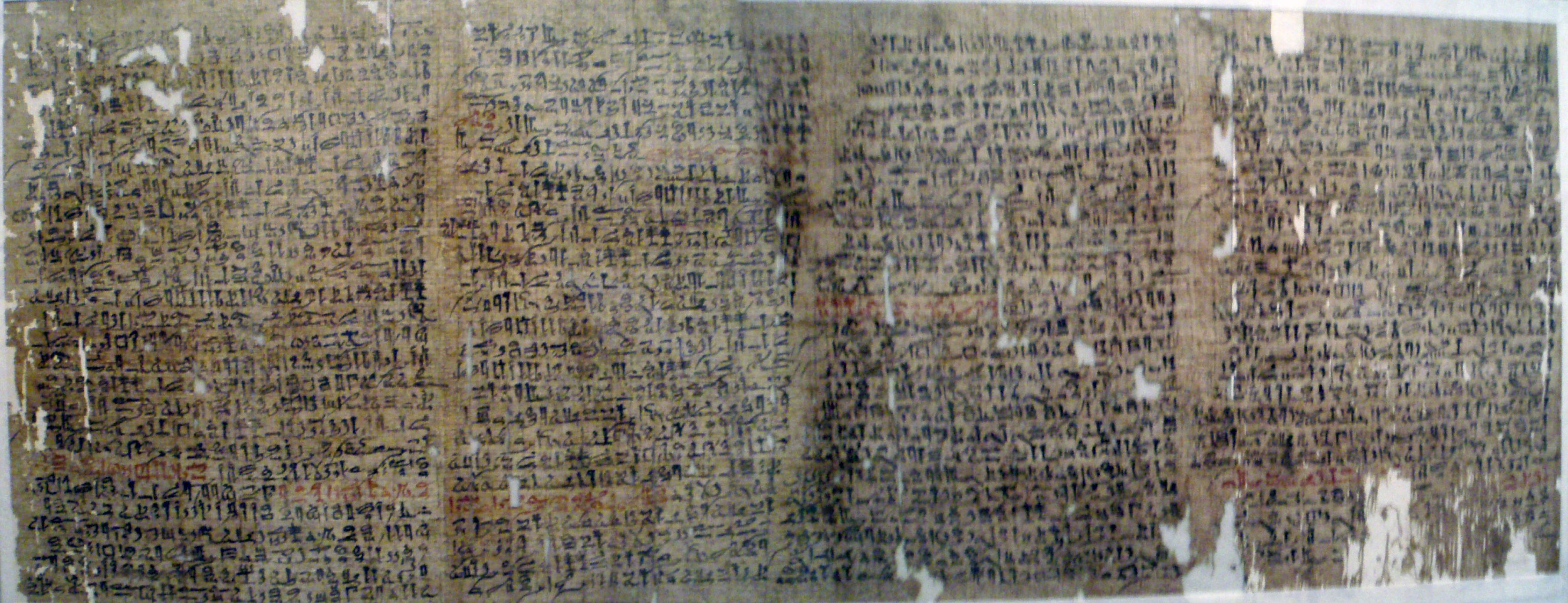
Papyrus Westcar, Ägyptisches Museum de Berlin.

## Datation
Ce papyrus est daté, d'après la main du scribe, fin de la période Hyksôs et donc de la fin de la XVIIe ou du début de la XVIIIe dynastie. Mais concernant la date de composition du récit, la langue utilisée suggère de la situer entre le début de la XIIIe et le début de la XVIIIe dynastie (vers 1700 av. J.C.).

## Contenu du papyrus
Le Papyrus Westcar contient une composition littéraire communément appelée « Les magiciens à la cour du roi Khéops (it) ». Ce récit n’est préservé que sur cet unique témoin, et celui-ci nous est parvenu partiellement : le début du texte manque et, des douze colonnes conservées, les cinq premières présentent de nombreuses lacunes.
Le récit du Papyrus Westcar, qui a pour cadre chronologique le règne de Khéops, se structure en différents épisodes. Le nombre de ces épisodes, préservés partiellement ou totalement, s’élève à cinq. Les trois premiers constituent des récits enchâssés. Relatés à Khéops par ses fils, ils mettent en scène un roi défunt et un magicien désigné par le titre de « ritualiste en chef » qui accomplit un prodige : d’abord Djéser et un magicien dont le nom en lacune pourrait bien être celui d’Imhotep ; ensuite Nebka et Ouba-iner (en) ; enfin Snéfrou et Djadja-em-ânkh (en). Les deux derniers épisodes se déroulent d’abord à la cour du roi Khéops, où le magicien Djedi exécute ses tours de magie, puis à Sakhebou avec la naissance des trois premiers rois de la  Ve dynastie. (Voir l'article Théogamie).
- « Le prodige sous le roi Djéser », dont il ne reste que la formule finale.
- « Le prodige sous le roi Nebka ou Le conte du mari trompé » est narré par le fils royal Khéphren : l'épouse d'Ouba-iner profite de l’absence de son mari pour passer du bon temps avec son amant dans le pavillon du jardin de son mari. Mis au courant par son jardinier, le mari prépare sa vengeance en fabriquant un crocodile en cire afin que, lorsque l'amant se baignera dans la pièce d'eau, le jardinier y jetant le crocodile, celui-ci prendra vie et emportera l'amant. Informé de l'histoire, le roi Nebka condamna l'épouse infidèle à être brûlée.
- « Le prodige sous le roi Snéfrou ou Le conte des rameuses », dû au fils royal Baoufrê, relate l'aventure de jeunes filles en barque avec le roi sur les eaux d'un lac. La cheftaine des rameuses, ayant laissé tomber à l'eau un bijou en forme de poisson, cesse de ramer et avec elle toute l'équipe. À la demande du roi, le ritualiste en chef Djaja-em-ânkh sépare les eaux, retrouve le bijou et le rend à sa propriétaire. Ce texte est l'un des plus anciens témoignages sur l'illusionnisme[4].
- « Le prodige sous le roi Khéops » met en scène le fils royal Hordjédef, qui, au lieu d'inventer une histoire, fait venir au palais le magicien Djedi. Ce dernier, après avoir exécuté quelques tours de magie, prédit à Khéops l'avènement des trois premiers rois de la future Ve dynastie.
- « Le prodige relatif aux futurs rois de la Ve dynastie » se déroule à Sakhebou. Reddjédet, la femme d'un prêtre de Rê, maître de Sakhebou, est enceinte de ce dieu. Pour faciliter son accouchement, Rê lui a envoyé les déesses Isis, Nephtys, Meskhenet et Héqet, accompagnées de Khnoum. Les divinités font naître les trois enfants de Reddjédet qu’Isis nomme respectivement Ouseref, Sahourê et Kékou[5]. Ensuite, les divinités accomplissent un prodige en l’honneur des fils de Rê : elles fabriquent trois couronnes et les dissimulent dans un sac d’orge qui est ensuite déposé dans une pièce de la maison de Reddjédet.